# بخش پیلی‌بهیت
بخش پیلی‌بهیت (به انگلیسی: Pilibhit district) یک بخش در هند است که در اوتار پرادش واقع شده‌است. بخش پیلی‌بهیت ۳٬۵۰۴ کیلومتر مربع مساحت و ۲٬۰۳۷٬۲۲۵ نفر جمعیت دارد و ۱۷۲ متر بالاتر از سطح دریا واقع شده‌است.